# Система контролю і управління доступом
Система контролю і управління доступом (скорочено СКУД або СКД) — це комплекс технічних та програмних засобів безпеки, що здійснює регулювання входу / виходу та переміщень людей чи транспортних об’єктів на територіях, які знаходяться під охороною, для адміністративного моніторингу та попереджень несанкціонованого проникнення.

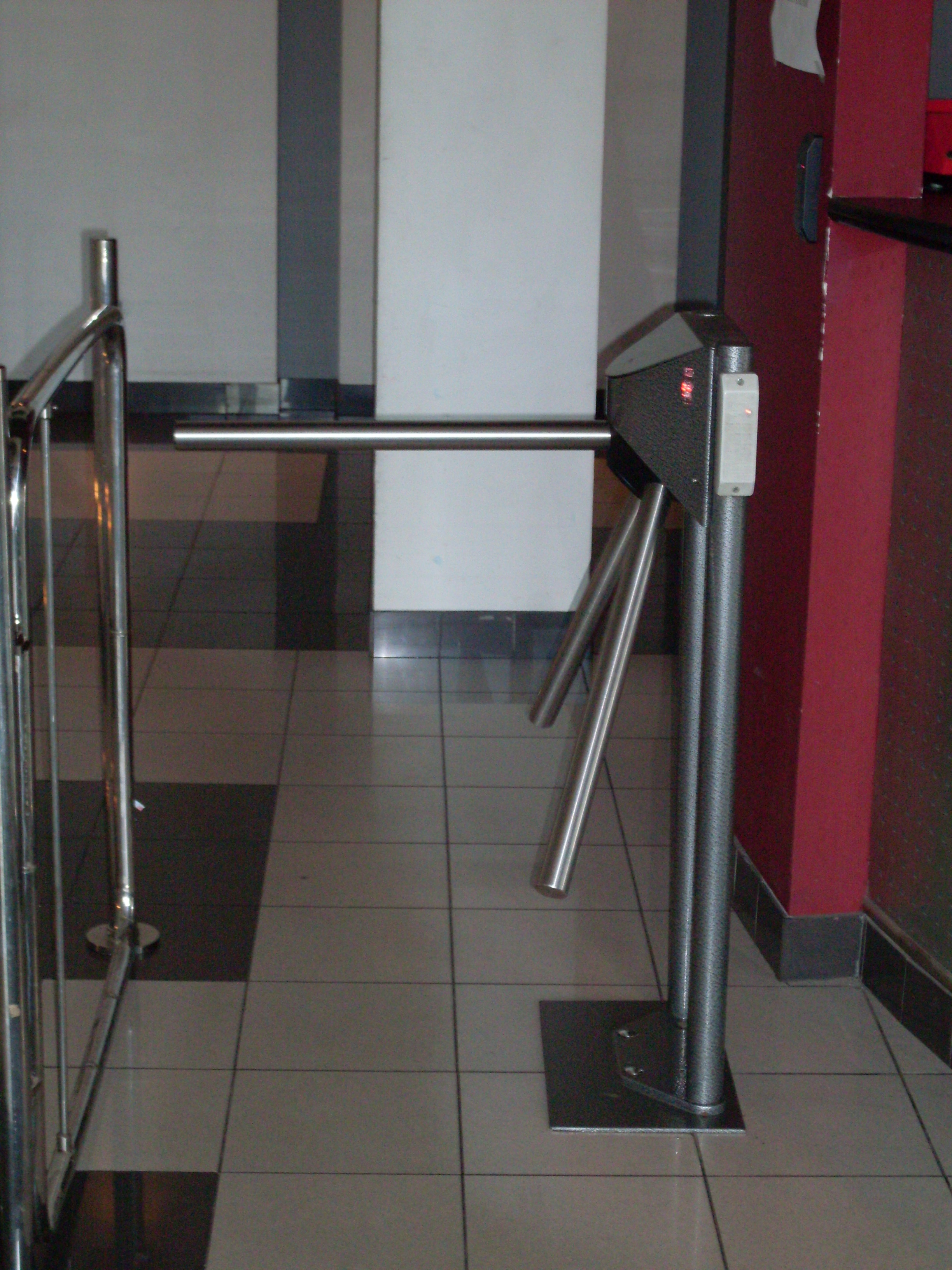
Турникет-трипод поясний зі зчитувачем системи контролю доступом.

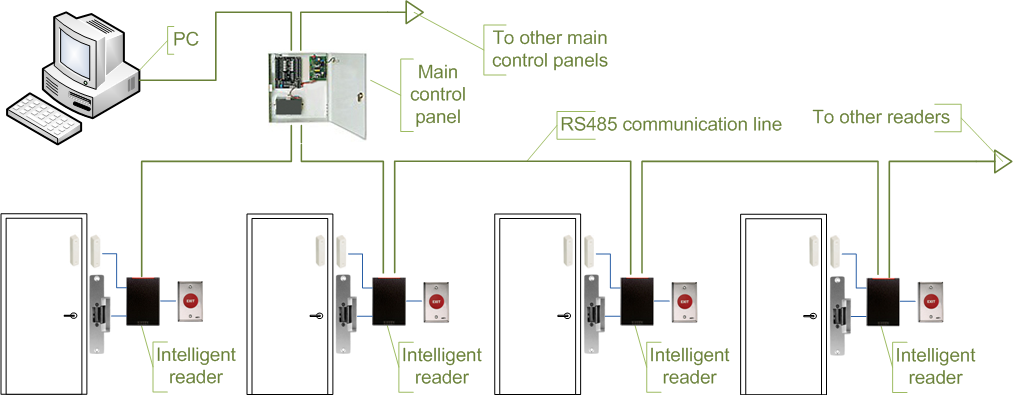
Система контролю доступу з використанням послідовного головного контролера і інтелектуальних читачів.

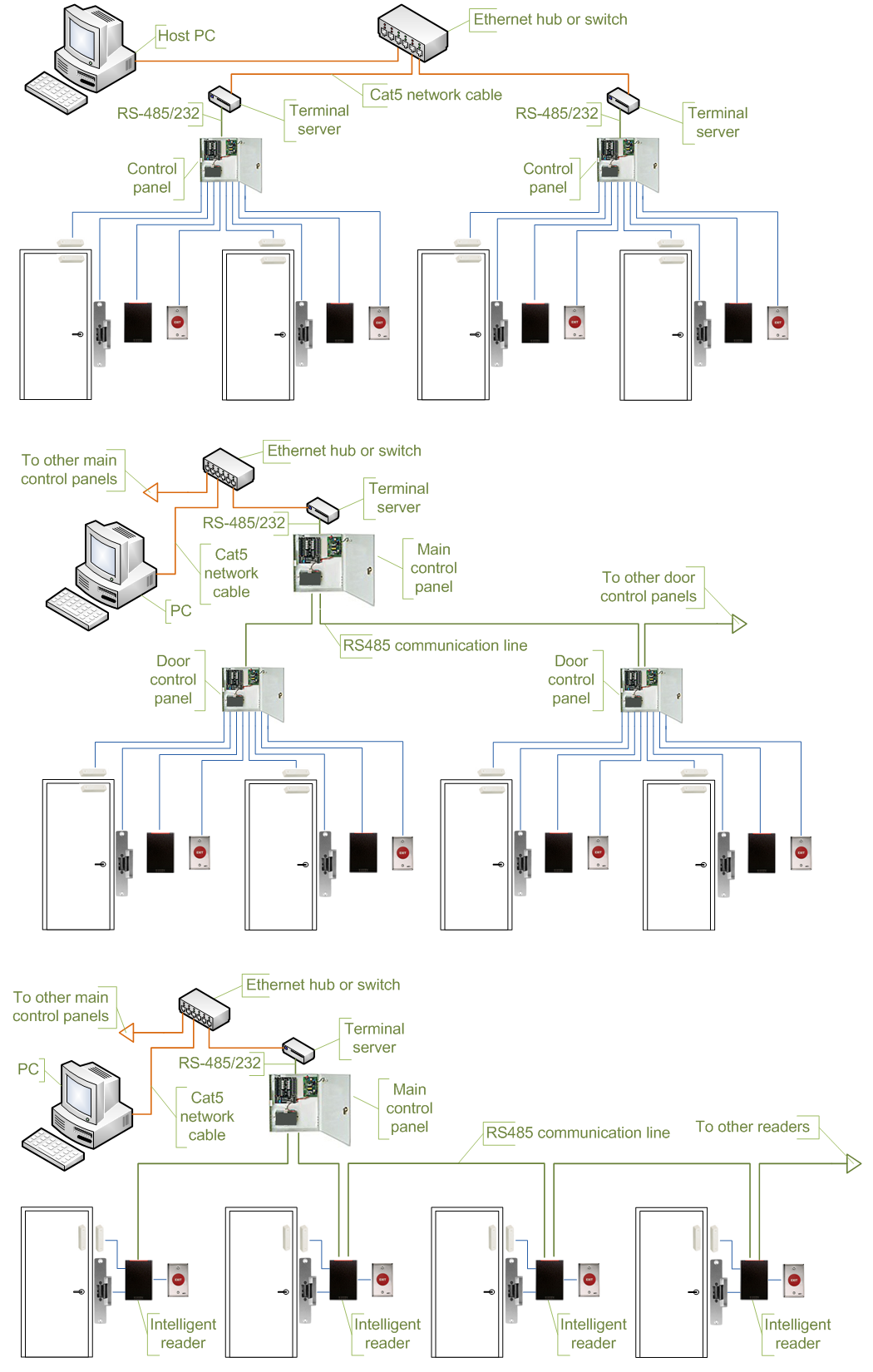
Системи контролю доступу з використанням серійних контролерів і серверів терміналів.

За допомогою системи контролю доступу також досягається:
- ідентифікація осіб, що мають право доступу;
- розмежування доступу до різних приміщень;
- керування автоматичними режимами;
- реєстрація часу перебування особи на об’єкті;
- обробка інформації та ведення статистики.

Впровадження СКУД дозволяє організувати безпеку та контроль об’єктів без залучення великої кількості працівників охорони та стабільну роботу автоматизованих систем у режимі 24/7 (наприклад, банкоматів, які встановлено в окремих приміщеннях відділень).

## Обладнання та принцип роботи
Ідентифікатор. Ключовий елемент, що встановлює право доступу особи на контрольну територію. Цю функцію можуть виконувати:
- картка з магнітною смужкою;
- безконтактна картка;
- спеціальний брелок;
- цифровий код, що безпосередньо вводиться на клавіатурі;
- унікальні особисті ознаки людини: відбитки пальця / долоні, малюнок сітківки ока тощо.

Інформація зчитується спеціальним пристроєм (модифікація залежить від типу ідентифікатора) та передається на контролер для подальшої обробки. Зазвичай, зчитувальні пристрої виконують з урахуванням вимог підвищеного опору механічним впливам.
Контролер. На основі отриманих даних саме він приймає рішення щодо надання чи заборони доступу. Залежно від типу системи, контролер може працювати автономно чи в об’єднанні з іншими під керуванням головного комп’ютера. Для гарантованої безперервної роботи контролер забезпечено блоком резервного живлення або власним акумулятором.
Отримана інформація зберігається в пам’яті системи для подальшого використання: складання звітів, статистики, обліку робочого часу.
Додаткове обладнання: конвертори, датчики, кнопки виходу, турнікети, електронні замки, механізми доведення дверей, геркони, аларми тощо.
За потреби, до системи контролю і управління доступом може бути встановлене програмне забезпечення.

## Сфера використання
Залежить від типу системи контролю доступу. Розрізняють централізовані та  автономні системи СКУД.
Централізовані системи, в яких контролери об’єднано в єдину мережу та підключено до комп’ютера, що здійснює загальне керування. Входять до складу вже наявних систем: відеоспостереження, пожежної та охоронної сигналізації.
Їх встановлюють на великих офісних та промислових об’єктах з великою кількістю співробітників та відвідувачів. Система дозволяє одночасного керувати значним числом пунктів пропуску, оперативно вводити зміни до програми та додавати нові функції.
Автономні — самостійно керують роботою периферійних елементів та контролюють точки доступу. Використовуються в адміністративних, суспільних та освітніх закладах, приватних будівлях тощо.
Автономні СКУД широко застосовують у банківській сфері для обмеження доступу до банкоматів, унеможливлюючи встановлення на них скімерів (спеціальних пристроїв для зчитування реквізитів із банківської картки клієнта). Також до СКУД інтегрують електронні системи антискімінгу, що дозволяє вчасно виявити несанкціоновані дії з банкоматом та запобігти намірам зловмисників, заблокувавши банкомат.
Безпосередньою перевагою автономних систем є помірна вартість та простота установлення, легке керування та надійність в експлуатації.

## Програмне забезпечення
Програмне забезпечення не є обов'язковим елементом системи контролю доступу. Воно використовується, коли потрібна обробка інформації про проходах, побудова звітів.
Всі СКУД можна віднести до двох великих категорій: мережеві системи і автономні системи.
Популярні компанії-виробники програмного забезпечення систем контролю доступу: ZkTeco, PERCo, ControlGate, Hikvision, Bosch, Parsec, Bolid, RusGuard, HID Global, IronLogic. Український виробник U-Prox - с захистом від копіювання карт доступу.